# Daniel Canelo
Daniel Humberto Canelo (nacido en Rosario el 19 de julio de 1968) es un exfutbolista argentino. Jugaba como mediocampista y se formó futbolísticamente en Rosario Central.

## Carrera
Hizo las divisiones juveniles en el canalla. En 1987, mientras el equipo de primera se consagraba campeón, formó parte del plantel de la cuarta división, compartiendo equipo con jugadores como Roberto Bonano, Silvio Andrade, David Bisconti, Alberto Boggio, entre otros. 

### En Israel
Dejó el club sin llegar a debutar profesionalmente, y emigró al fútbol israelí, donde jugó en cuatro equipos hasta 1991, cuando retornó al país y a su ciudad natal para vestir la casaca de Central Córdoba. 
Posteriormente jugó en Gimnasia y Esgrima de Jujuy, con el que obtuvo dos ascensos consecutivos: el primero a la B Nacional en 1993, y el segundo en 1994 a Primera División A. Retornó al charrúa en 1995, y dos temporadas más tarde pasó a Douglas Haig, equipo en el que se retiró de la actividad profesional.

## Clubes
| Club                        | País      | Año       |
| --------------------------- | --------- | --------- |
| Rosario Central (juveniles) | Argentina | 1985-1987 |
| Hapoel Ramat Gan FC         | Israel    | 1988-1989 |
| Hapoel Kfar Saba            | Israel    | 1990      |
| Hapoel Be'er Sheva          | Israel    | 1990      |
| Bnei Yehuda Tel Aviv        | Israel    | 1990-1991 |
| Central Córdoba (Rosario)   | Argentina | 1991-1992 |
| Gimnasia y Esgrima de Jujuy | Argentina | 1992-1994 |
| Central Córdoba (Rosario)   | Argentina | 1995-1996 |
| Douglas Haig                | Argentina | 1997-1999 |

## Palmarés
| Equipo                      | País      | Título                               | Año       |
| --------------------------- | --------- | ------------------------------------ | --------- |
| Gimnasia y Esgrima de Jujuy | Argentina | Torneo del Interior (Zonal Noroeste) | 1992-1993 |
| Gimnasia y Esgrima de Jujuy | Argentina | Primera B Nacional                   | 1993-1994 |